# Грб Согн ог Фјорданеа
Грб Согн ог Фјорданеа је званични симбол норвешког округа Согн ог Фјордане. Грб је званично одобрен краљевском резолуцијом од 23. септембра 1983. године.

## Опис грба
Грб Согн ог Фјорданеа представљен је наизмјеничним плаво-белим косинама.
Грб показују географску ситуацију у покрајини: три велика Фјорда истурена у копно. Три Фјорда су Нордфјорд, Сунфјорд и Согнефјорд. Скоро сва села и градови у овој покрајини се налази на једном од тих фјордова, а и назив покрајине се базира на фјордовима, чиме је симболика и очигледна.